# QTI
La Especificación de Interoperabilidad de Preguntas y Pruebas de IMS (IMS/QTI por sus siglas en inglés) define un formato estándar para la representación de contenidos y resultados de evaluaciones educativas, soportando el intercambio de este material entre sistemas de creación y de visualización, repositorios y otros sistemas de gestión del aprendizaje (LMS por sus siglas en inglés). Permite la creación y entrega de materiales de pruebas en múltiples sistemas de forma intercambiable. Es diseñado para facilitar la interoperabilidad entre sistemas.
La especificación consiste en un modelo de datos que define la estructura de preguntas, evaluaciones y resultados a partir de preguntas y evaluaciones juntas con una representación vinculada en XML (XML data binding) que define esencialmente un lenguaje para intercambiar preguntas y otros materiales de evaluación. La representación XML es usada ampliamente para el intercambio de preguntas entre distintos sistemas de creación y por editores de contenido. Las representaciones de evaluaciones y resultados son menos usadas.

## Background
QTI fue producida por el Consorcio de Aprendizaje IMS Global, un consorcio industrial y académico que desarrolla especificaciones para tecnologías de aprendizaje interoperables. QTI fue inspirada por la necesidad de interoperabilidad en el diseño de preguntas, y evitar que gente pierda o tenga que volver a ingresar preguntas cuando la tecnología cambia. Desarrollar y validar buenas preguntas cuesta tiempo, y es desable permitir la creación de estas en un formato independiente de la tecnología y plataforma.
La versión 1.0 de QTI fue basada en un lenguaje de representación de preguntas (Questions Markup Language o QML por sus siglas en inglés) definido por QuestionMark, pero el lenguaje evolucionó y puede ahora describir cualquier tipo razonable de pregunta que uno podría querer describir. QML sigue siendo usado por QuestionMark y es generado, para interoperabilidad, por herramientas como Adobe Captivate.
La versión 1.2 de QTI fue finalizada en 2002. Funciona bien para el intercambio de tipos de preguntas simples y es soportado por muchas herramientas que permiten la creación de preguntas.
La versión 2.0 fue liberada en el 2005 y la versión 2.1, originalmente planificada por ser publicada en el 2008, sigue en estado de boceto a la fecha
La versión 2.0 se centró sobre el nivel de elemento (pregunta individual) únicamente, con la 2.1 cubriendo los aspectos de resultados y evaluaciones, y corrigiendo errores que habían aparecido en 2.0. Las versiones 2.x representan una mejora significativa sobre las versiones anteriores, definiendo un nuevo modelo de interacción subyacente. Es notable por su mayor grado de integración con otras especificaciones (algunas de ellas no existían al momento de elaborar la versión 1): la especificación genera una relación con el sistema de paquetes de contenido de IMS (IMS Content Packaging v1.2), los metadatos de objetos de aprendizaje de IEEE (IEEE Learning Object Metadata), el diseño de aprendizaje de IMS (IMS Learning Design), la secuenciación simple de IMS (IMS Simple Sequencing) y otros estándars como el XHTML. También guía la representación de datos a uso específico al contexto e información para soportar la migración de contenido desde versiones anteriores de la especificación.
Como la v2.0 estaba limitada a elementos simples solo, y la v2.1 todavía queda por formalizar su publicación por IMS (aunque varios bocetos y una addenda estén disponibles ya), la adopción de la versión 2.x ha sido lenta hasta el día de hoy. Las tardanzas entre la publicación de 2.0 y 2.1 (más de 7 años ahora) pueden haber disminuido la adopción, con desarrolladores reluctantes a invertir tiempo sobre la v2.0 sabiendo que una 2.1 está en desarrollo. El uso de un perfil de v1.2.1 en la especificación IMS Common_cartridge puede haber impactado más todavía.
Al inicio del 2009, el IMS Global Learning Consortium retiró QTI 2.1, estipulando que "retro-alimentación adecuada sobre la especificación no había sido recibida, y por lo tanto la especificación ha sido devuelta en el proceso del grupo de proyecto IMS para más trabajo.". La versión más reciente de QTI que está totalmente validada es la IMS GLC is v1.2.1. Esta decisión enfrentó su desaprobación en la lista de correos de IMS-QTI.
Una clarificación adicional sobre el retiro de QTI 2.1 consideró el trabajo hecho sobre implementar la especificación del boceto de QTI 2.1, y citó críticas sobre la falta de interoperabilidad de las especificaciones IMS como razón por solo aprobar IMS QTI 1.2. Unas semanas más tarde IMS GLC volvió a publicar el boceto de especificaciones QTI v2.1 en su sitio web con una advertencia sobre el hecho que esta especificación era incompleta:
Caution: The QTIv2.1PD Version 2 specification is incomplete in its current state. The IMS QTI project group is in the process of evolving this specification based on input from market participants. Suppliers of products and services are encouraged to participate by contacting Mark McKell at [e-mail address removed]. This specification will be superseded by an updated release based on the input of the project group participants.

Please note that supplier's claims as to implementation of QTI v2.1 and conformance to it HAVE NOT BEEN VALIDATED by IMS GLC. While such suppliers are likely well-intentioned, IMS GLC member organizations have not yet put in place the testing process to validate these claims. IMS GLC currently grants a conformance mark to the Common Cartridge profile of QTI v1.2.1.

## Línea del tiempo
| Fecha              | Versión                    | Commentarios                |
| Marzo de 1999      | 0.5                        | Internal to IMS             |
| Febrero de 2000    | 1.0 public draft           |                             |
| Mayo de 2000       | 1.0 final release          |                             |
| Agosto de 2000     | 1.01                       |                             |
| Marzo de 2001      | 1.1                        |                             |
| Enero de 2002      | 1.2                        |                             |
| Marzo de 2003      | 1.2.1 addendum             |                             |
| Septiembre de 2003 | 2.0 charter                | Initiation of working group |
| Enero de 2005      | 2.0 final release          |                             |
| Enero de 2006      | 2.1 public draft           |                             |
| Julio de 2006      | 2.1 public draft version 2 |                             |
| Abril de 2008      | 2.1 public draft addendum  |                             |
| inicios 2009       | 2.1 removed from website   |                             |
| Abril de 2009      | 2.1 reinstated on website  |                             |

## Aplicaciones con soporte IMS QTI
| Nombre                                       | Versión de QTI   | Tipo de herramienta | Commentario |  |
| -------------------------------------------- | ---------------- | --- | --- |  |
| Alphastudy                                   | 2.0              | LMS | also supports IMS-QTI 2.0 standard, SCORM 1.2 and SCORM 2004 |  |
| ANGEL Learning Management Suite              | 2.1              | LMS | also supports IMS Common Cartridge |  |
| APIS QTIv2 Assessment Engine                 | 2.0 draft        | Java library & demo application. | Incomplete. Author recommends using QTITools instead. |  |
| AQuRate                                      | 2.1              | authoring tool | see QTITools |  |
| ASDEL                                        | 2.1              | assessment delivery system | see QTITools |  |
| ATutor                                       | 1.2, 2.1         | LCMS | |  |
| Canvas Learning                              | 1.2.1            | Authoring tools and SCORM compatible item renderer available as middle-ware solutions. | Creators - Can Studios contributed to the development of the QTI specification. A number of LMS systems used the Canvas Learning Player to achieve compatibility with the Becta learning platform conformance regime. The system is currently being distributed to schools in the UK as a result of this integration work. |  |
| CCReader                                     | 1.2.1 CC Profile | Common Cartridge Viewer | |  |
| Chamilo                                      | 1.2 y 2.0        | LMS/LCMS | exportación QTI 1.2 & 2.0, importación QTI 2.0 (1.2 desactivado por defecto pero disponible) (también soporta SCORM 1.2) |  |
| Cognero                                      | 1.2 and 2.1      | Assessment authoring and delivery system. | Cognero imports QTI 1.2 and exports QTI 1.2 and 2.1 to allow content to work with other systems. |  |
| Content-e                                    | 1.2 & 2.0        | Professional authoring tool Content-e. | Imports QTI 1.2 and 2.0. |  |
| DB Primary                                   | 2.0              | LMS | |  |
| Diploma                                      | 1.2, 2.1         | | export QTI 1.2 & 2.1 |  |
| Dokeos                                       | 1.2 and 2.0      | LMS/LCMS | export QTI 1.2 & 2.0 (1.2 disabled by default but available) (supports SCORM 1.2) |  |
| e-teach Q-Player                             | 1.2              | QTI 1.2 player. SCORM 1.2 and 2004 compliant | QTI 1.2 universal player - Adobe flash based |  |
| FastTest Web                                 | 1.2, 2.1         | Item banking, test management, and test delivery system | Imports and exports 1.2, 2.1, and specific version of 1.2 as used by Pearson VUE |  |
| ItemsOnweb                                   | 2.1              | Item banking, test management, and test delivery system | |  |
| it's learning                                | 2.1              | VLE LMS | import and export questions in QTI 2.1 format |  |
| ILIAS                                        | not stated       | LMS | supports SCORM 1.2 and SCORM 2004 |  |
| Inspera Assessment                           | 2.1              | Herramienta de e-Assessment o evaluación electrónica que da soporte a la autoría, entrega, corrección y reporte de examinaciones, al tiempo que provee learning analytics, computerized adaptive testing (CAT) con la Teoría de respuesta al ítem o IRT. | Da soporte a la exportación e importación de tests e ítems en QTI 2.1. Las pruebas construidas en la plataforma Inspera son almacenadas y conducidas utilizando el QTI 2.1. |  |
| Lectora                                      | not stated       | authoring tool | supports AICC, SCORM 1.2 and SCORM 2004 |  |
| Mathqurate                                   | 2.1              | authoring tool | see QTITools. Embedded Gecko engine and support for multiple interactions |  |
| Moodle                                       | not stated       | LCMS | supports adaptive questions; QTI 2.0 export is still unfinished |  |
| Online Learning And Training                 | QTI 1.2          | LCMS | QTI 2.1 compliance can be achieved with ONYX as plugin |  |
| OpenOLAT                                     | QTI 1.2          | LCMS | QTI 2.1 compliance can be achieved with ONYX as plugin, embedded 2.1 support in the works |  |
| Onyx web editor                              | 2.1 and 1.2      | authoring tool (incl. converter and item-bank) | import an export for QTI 2.1 and QTI 1.2 (OLAT, Blackboard, WebCT); free version available |  |
| Onyx test suite                              | 2.1 and 1.2      | modular assessment suite: consists of authoring, delivery and reporting tool | import an export for QTI 2.1 and QTI 1.2 (OLAT, Blackboard, WebCT); free version available |  |
| OWL Testing Software                         | not stated       | test management system | can import IMS QTI |  |
| QTITools                                     | 2.1              | collection of tools and libraries | Test authoring tool Spectatus procudes QTI 2.1 |  |
| Question Bank                                | 1.1              | | Exports and imports QTI 1.1 |  |
| QuestBase                                    | 1.2              | authoring tool and delivery system | Can import IMS QTI |  |
| QuestionMark Perception                      | not stated       | authoring tool and delivery system | can export IMS QTI, an online tool provides QTI 1.2 import |  |
| Question Writer 2.0 Publisher Edition        | 1.2              | authoring tool | Exports as QTI 1.2 and SCORM 1.2 |  |
| Question Writer 3.5 Professional             | 1.2              | authoring tool | Exports as QTI 1.2 and SCORM 1.2 Also specific QTI Export for Pearson VUE |  |
| Really Managing Assessment                   | 2.1              | Mobile assessment delivery and advanced authoring | Advanced QTI 2.1 authoring - Mobile QTI 2.1 rendering - iPad QTI 2.1 offline player |  |
| Respondus                                    | 1.2              | authoring tool | QTI export |  |
| RM Test Authoring System                     | 2.1              | authoring tool | |  |
| Sakai                                        | 1.2              | LMS | |  |
| SToMP (Software Teaching of Modular Physics) | 2.1              | assessment system | mostly unavailable as of July 2008 |  |
| Studywiz                                     | 1.2              | Virtual Learning Environment Module | An optional module for creating and assigning QTI v1.2 questions to students. Available as of June 2008 |  |
| Wimba Create                                 | QTI Lite         | authoring tool | only export |  |

Otro software:
- QTI Migration Tool (University of Cambridge): converts QTI version 1.x data into QTI 2.0 content packages.[53]